# Hold Up (album de Saïan Supa Crew)
Pour les articles homonymes, voir Hold-up (homonymie).
Albums de Saïan Supa Crew
X Raisons
(2001) Hold Up Tour - Live in Paris
(2006)
Hold Up est le troisième album du collectif Saïan Supa Crew, sorti en 2005.

## Liste des titres
1. Blow (Saian Supa Crew)
2. La Patte (LeeroY/Vicelow/féniksi/Sly feat.Will.i.am)
3. Jungle (Saian supa crew)
4. Zonarisk (Samuel/Vicelow/Féniksi/Leeroy)
5. Feceps (Féniksi/Vicelow/Sly/Leeroy)
6. Intro 96 Degreez (Patrice)
7. 96 Degreez (Saian Supa crew feat. Patrice)
8. Hold-Up (Saian supa crew)
9. Rouge Sang (Saian supa crew)
10. Poison (Saian Supa Crew)
11. Si j'avais su (Sly/Leeroy/Vicelow feat.Camille)
12. Tanaka Sound (Leeroy/Sly)
13. So Into You (Sly/Vicelow)
14. Originales (Féniksi/Vicelow/sly/leeroy)
15. Malgré les galères (LeeroY/Féniksi/Vicelow/Sly)
16. Mama (Féniksi/Vicelow/Sly/Samuel)
17. Jacko (Saian Supa Crew)
18. Fly (Sly the mic buddah)